# 克山镇
克山镇，是中华人民共和国黑龙江省齐齐哈尔市克山县下辖的一个乡镇级行政单位。

## 行政区划
克山镇下辖以下地区：
沃华社区居民委会、远东社区居民委会、金鼎社区居民委会、天泽社区居民委会、鹏程社区居民委会、嘉利盈社区居民委会和城郊村。